# Neosisyphus tarantula
Neosisyphus tarantula är en skalbaggsart som beskrevs av Gilbert John Arrow 1909. Neosisyphus tarantula ingår i släktet Neosisyphus och familjen bladhorningar. Inga underarter finns listade i Catalogue of Life.